# Língua mayi-kutuna
Mayi-kutuna, também escrita Mayaguduna, Maikudunu e outras variantes, é uma língua mayabic extinta falada pelo povo Mayi-Kutuna, um povo aborígine australiano da atual Península do Cabo York, no norte de Queensland, na Austrália.

O linguista australiano Gavan Breen (1981) imaginou que o povo Marrago poderia ter sido um subgrupo do povo Mayi Kutuna; o antropólogo australiano Paul Memmott (1994), por sua vez, lista a língua Marrago separadamente, mas não dá mais detalhes em seu trabalho.[carece de fontes?] Seu status não foi confirmado pela coleção AIATSIS.